# 270
270 (CCLXX na numeração romana) foi um ano comum do século III do Calendário Juliano, da Era de Cristo, a sua letra dominical foi B (52 semanas), teve início a um sábado e terminou também a um sábado.
| Ano completo                   |
| ------------------------------ |
| Ano comum com início ao sábado |

## Acontecimentos
- Quintilo toma o poder sobre o Império Romano por um curto espaço de tempo, sucedendo-lhe Aureliano
- Os Vândalos e os Sármatas são expulsos do território romano .
- Os romanos abandonam Utrecht depois de invasões regulares de povos germânicos.

## Nascimentos
- Nicolau de Mira, Sacerdote romano e, mais tarde, bispo (data aproximada).

## Mortes
- Do imperador romano Cláudio II (de doença infecciosa)
- De São Valentim, preso e decapitado por ordens do imperador romano Cláudio II, que acabaria morrendo no mesmo ano.
- Quintilo, imperador romano
- Plotino, fundador do neoplatonismo (data aproximada)
- Da lendária e presumível imperatriz do Japão, Jingo